# Sitzball
Sitzball (niem. Sitzball, ang. Seatball) – zespołowy sport dla niepełnosprawnych i sport integracyjny.

## Zasady gry
Zasady gry tej dyscypliny są bardzo podobne do zasad piłki siatkowej. Każda pięcioosobowa drużyna siedząca na podłodze ma za zadanie przerzucić piłkę dowolną częścią ciała (najczęściej rękoma) przez taśmę na wysokości 1 m tak, aby przeleciała ona nad taśmą i dotknęła połowy boiska należącej do przeciwnika więcej niż jeden raz. Mecz sitzballu trwa do trzech wygranych setów. Seta wygrywa drużyna, która zdobyła 25 punktów z dwupunktową przewagą. Punkt dla drużyny przyznaje się, gdy po prawidłowym zagraniu piłka dotknie boiska przeciwnika min. 2 razy z rzędu. Zdobywa się również punkt wtedy, kiedy przeciwnik popełni błąd. Piłka może być odbijana każdą częścią ciała. Jeśli piłka jest podnoszona, pchana, czy rzucana uznaje się ją za przetrzymaną i wtedy punkt trafia do drużyny przeciwnej.

## Rozgrywki
Sitzball jest reprezentowany nie tylko w Europie Środkowej, ale także w Afryce. Mistrzostwa Niemiec mężczyzn odbywają się co roku od 1954 roku, a kobiet od 1974 roku. Europejskie turnieje piłkarskie odbywają się od 1970 roku. Sitzball sportowy rozgrywany jest w Niemczech przez około 150 zespołów. Pierwsze Mistrzostwa świata odbyły się w listopadzie 2006 r. w Kigali w Rwandzie, w których uczestniczyły drużyny z Niemiec, Szwajcarii, Rwandy, Burundi i Ugandy. W 2008 Rwanda ponownie gościła Mistrzostwa świata. Sitzball jeszcze nie jest sportem paraolimpijskim.